# Португалія на літніх Олімпійських іграх 1936
Португалія брала участь у Літніх Олімпійських іграх 1936 року у Берліні (Німеччина) ушосте за свою історію, і завоювала одну бронзову медаль.

## Бронза
Кінний спорт, чоловіки — Domingos de Sousa Coutinho, José Beltrão і Luís Mena e Silva.